# Mehadia
Mehadia là một xã thuộc hạt Caraș-Severin, România. Dân số thời điểm năm 2002 là 4492 người.